# Meijiang (köping i Kina, Guizhou)
Meijiang (kinesiska: 湄江, 湄江镇) är en köping i Kina. Den ligger i provinsen Guizhou, i den sydvästra delen av landet, omkring 150 kilometer nordost om provinshuvudstaden Guiyang. Antalet invånare är 92263. Befolkningen består av 46 614 kvinnor och 45 649 män. Barn under 15 år utgör 20,0 %, vuxna 15-64 år 72 %, och äldre över 65 år 7,0 %.